# Американская жанровая живопись
 Американская жанровая живопись (англ.  American Scene Painting) — течение риджионализма в американской живописи 1920—1930-х годов, представители которого изображали бытовые сцены и пейзажи, сцены городской или сельской жизни, выполненные в натуралистической манере, иногда с социальным подтекстом. Последнее имело отдельное название: «социальный реализм» (англ. Social Realism). «Версия, разработанная в Калифорнии», известна как «California Scene Painting».
Американская жанровая живопись не была организованным движением. Она получила широкое распространение среди американских художников между двумя мировыми войнами и характеризует тенденцию к уходу от абстракционизма и авангардизма. Наиболее известные представители американской жанровой живописи — Чарлз Бёрчфилд, Эдвард Хоппер.